# Setnik
Setnik je razloženo naselje v Občini Dobrova-Polhov Gradec. Nahaja se zahodno od kraja Polhov Gradec.